# Tomáš Samek
Tomáš Samek (* 7. prosince 1964 Ostrov) je český lingvistický antropolog, publicista a vysokoškolský pedagog, v letech 2017 až 2023 člen Rady České televize.

## Život
Vystudoval Gymnázium Ostrov na Karlovarsku a později Filozofickou fakultu Univerzity Karlovy v Praze (získal titul Mgr.). Později absolvoval také University of Virginia v USA (promoval v roce 2004) a École normale supérieure v Paříži.
Po pracovní stáži v Bundestagu řídil v pražské Parlamentní knihovně projekt Eurovoc, jehož cílem bylo sladit sémantické nástroje vyhledávání informací používané v databázích Evropské unie. Působí na Katedře sociálních věd na Filozofické fakultě Univerzity Pardubice a na Katedře občanské výchovy a filosofie Pedagogické fakulty Univerzity Karlovy v Praze. Zabývá se komunikací v českém veřejném prostoru.
V červnu 2017 byl zvolen Poslaneckou sněmovnou PČR členem Rady České televize, a to s účinností od 1. července 2017. V dubnu 2018 se stal místopředsedou rady, post zastával do dubna 2020. Mandát člena Rady ČT vykonával až do července 2023.